# Життя Капітана Марвел
«Життя Капітана Марвел» (англ. «The Life Of Captain Marvel») — обмежена серія коміксів від видавництва Marvel, зі сценарієм від Маргарет Штоль та малюнком від Карлос Пачеко.
Наприкінці квітня 2019 року видавництво Fireclaw, випустить збірку серії у форматі з м'якою обкладинкою українською.

## Синопсис
Після того як інопланетний пристрій трансформував її ДНК, Керол Денверс з просто блискучої пілотеси перетворилась на одну з найсильніших супергероїнь у Всесвіті. Зараз вона відома як Капітан Марвел.

## Українське видання
За видання локалізованої версії коміксу відповідає українське видавництво Fireclaw.

### Анонс
28 лютого 2019 року відбувся анонс через допис у соціальній мережі Facebook про найближчий репертуарний план видавництва, серед новинок якого був і комікс про походження Керол Денверс — «Життя Капітан Марвел», з неточною датою на "квітень 2019 року". 13 березня 2019 року було відкрито попереднє замовлення коміксу, який відкрито стане доступним з "8 квітня 2019 року".

#### Сюжет
Вона одна з наймогутніших героїнь не тільки на Землі, а й у всій Галактиці! Тепер дізнайтесь, як саме Керол Денверс стала жінкою, якою вона є, в коміксі про походження Капітана Марвел! Коли раптові, болісні панічні атаки вибивають її з колії посеред вируючого бою, у її свідомості з’являються спогади про життя, яке вона воліла б забути. Ви не можете втекти від свого коріння – і іноді вам доводиться повертатися додому. Але в той час, як Керол бере тимчасову відпустку, щоб розібратись у своєму минулому, неприємності самі приходять до неї. Зброю було приведено у бойову готовність, і тихе прибережне місто Керол ось-ось стане центром цього світу. Але в шафі Капітана Марвел є скелети. І те, що вона виявить – змінить все її життя!
У збірку входять The Life of Captain Marvel #1-5 (2018)